# Comicbuchpreis
Der Comicbuchpreis ist ein 2014 von der Berthold Leibinger Stiftung ins Leben gerufener und seit 2015 jährlich vergebener deutscher Comicpreis. Der Preis wird „für einen hervorragenden, unveröffentlichten, deutschsprachigen Comic vergeben, dessen Fertigstellung absehbar ist“. Ursprünglich sollte speziell „der literarische Comic“ gefördert werden, dieser Zusatz entfiel jedoch inzwischen. Der Jury für den Comicbuchpreis gehören acht Persönlichkeiten des literarischen bzw. kulturellen Lebens an.
Bis 2018 war der Preis für den Gewinner mit 15.000 Euro dotiert; seit 2019 beträgt dessen Dotierung 20.000 Euro. Mit der Ausschreibung 2024 zum 10-jährigen Comicbuchpreis wurde die Dotierung auf 25.000 Euro angehoben. Neben den Gewinnern werden zudem jeweils bis zu neun Finalistenarbeiten ausgewählt, die mit je 2.500 Euro ausgezeichnet werden (Stand 2024; bis 2018 je 1000 Euro). Die Bekanntgabe der jährlichen Preisträger erfolgt jeweils im Dezember des vorhergehenden Jahres.

## Preisträger
- 2015: Birgit Weyhe für Madgermanes
- 2016: Uli Oesterle für Vatermilch
- 2017: Tina Brenneisen für Das Licht, das Schatten leert
- 2018: Thomas Pletzinger (Autor) und Tim Dinter (Illustrator) für Blåvand
- 2019: Anke Kuhl für Manno! Alles genau so in echt passiert[5][6]
- 2020: Max Baitinger für Sibylla[7]
- 2021: Mia Oberländer für Anna[8]
- 2022: Sheree Domingo und Patrick Spät für Madame Choi und die Monster[9]
- 2023: Maren Amini und ihr Vater Ahmadjan Amini für Ahmadjan und der Wiedehopf[10]
- 2024: Franz Suess für Jakob Neyder
- 2025: Dominik Wendland für Immer alles anders[11]